# Fonolleres (Granyanella)
Fonolleres és un poble del municipi de Granyanella (Segarra). Està situat en un tossal, a la dreta del riu d'Ondara, dominat pel Castell de Fonolleres. La seva església parroquial (Santa Maria de Fonolleres) és esmentada ja el 1118, i és sufragània de la de Sant Pere de la Curullada.